# András Benkei
András Benkei (ur. 11 września 1923 w mieście Nyíregyháza, zm. 8 sierpnia 1991 w Budapeszcie) – węgierski polityk komunistyczny, minister spraw wewnętrznych Węgierskiej Republiki Ludowej od 1963 do 1980.

## Życiorys
Pracował w warsztatach kolejowych, później w odlewni, następnie od lipca 1942 w fabryce wyrobów tytoniowych. W sierpniu 1944 został powołany do armii, służył w 9 batalionie łączności. W styczniu 1945 w Austrii został wzięty do radzieckiej niewoli, w lipcu 1948 zwolniony, wrócił na Węgry i ponownie pracował w fabryce wyrobów tytoniowych. Był działaczem związkowym, w 1950 został członkiem Węgierskiej Partii Pracujących (późniejsza Węgierska Socjalistyczna Partia Robotnicza), w grudniu 1951 został etatowym funkcjonariuszem partyjnym, 18 maja 1954 został I sekretarzem Komitetu Miejskiego w Nyíregyházie. We wrześniu 1955 skierowano go do rocznej szkoły partyjnej w Budapeszcie, po ukończeniu której w listopadzie 1956 pełnił kierownicze stanowiska w regionalnych organach partyjnych w Komitat Szabolcs-Szatmár-Bereg, a od czerwca 1957 był I sekretarzem regionalnego komitetu partyjnego w tym komitacie. 5 grudnia 1959 wszedł w skład KC Węgierskiej Socjalistycznej Partii Robotniczej (do 28 marca 1985), od 7 grudnia 1963 do 24 kwietnia 1980 zajmował stanowisko ministra spraw wewnętrznych.